# 1. Flotte (Japanisches Kaiserreich)
Die 1. Flotte des Japanischen Kaiserreichs (japanisch 第一艦隊, Dai-ichi Kantai) war eine Flotte der Kaiserlich Japanischen Marine. Sie wurde am 28. Dezember 1903 in der Meiji-Zeit für den Einsatz im Russisch-Japanischen Krieg gegründet, als das Kaiserliche Hauptquartier die aktuelle Stationäre Flotte aufteilte. So entstand die 1. Flotte, bestehend aus Schlachtschiffen und die 2. Flotte, bestehend aus Kreuzern und Zerstörern. Zusammen bildeten sie eine mobile Streitmacht.
Nach dem Sieg über Russland folgte der Generalstab der Marine der Doktrin der „Entscheidungsschlacht“ (Kantai Kessen). So wurde eine Abschreckungsflotte aufgebaut, die als strategische Reserve gehalten wird, während sekundäre Streitkräfte, die sich auf Kreuzer und Zerstörer konzentrieren, einen Feldzug von Basen aus gegen einen sich nähernden Feind führen sollen. Diese Abschreckungsflotte waren die Schlachtschiffe der 1. Flotte. Nach der japanischen Konzeption hatte sie in der Schlacht mit der Schiffsartillerie die Entscheidung herbeizuführen. Diese Doktrin wurde bis in den Pazifikkrieg hinein verfolgt, so dass die Schlachtschiffe der 1. Flotte meist in Reserve gehalten wurden.
Yamamoto Isoroku, der im August 1939 das Kommando über die Kombinierte Flotte übernahm, änderte die Kriegsstrategie der japanischen Marine von einer vormaligen passiven Verteidigungshaltung zu einer viel aggressiveren Angriffsstrategie. An vorderster Front standen jetzt die neu konzipierten Flugzeugträger, die sich In der zweiten Hälfte der 1930er Jahre zu dem Kriegsschiff entwickelt hatten, das die Art und Größe taktischer Formationen bestimmen sollte. In der Zwischenzeit wurde die Schlachtflotte am Leben gehalten, bis sie in die erwartete Entscheidungsschlacht verwickelt werden konnten.

## 1. Flotte 1903 bis 1905
| Schlachtschiffdivision | Schlachtschiffdivision | Schlachtschiffdivision | Schlachtschiffdivision | Schlachtschiffdivision | Schlachtschiffdivision | Schlachtschiffdivision |
| ---------------------- | ---------------------- | ---------------------- | ---------------------- | ---------------------- | ---------------------- | ---------------------- |
| Mikasa (Flaggschiff)   | Fuji                   | Yashima                | Shikishima             | Hatsuse                | Asahi                  | Iwami (ab 1907)        |

nach 
| Kreuzerdivision   | Kreuzerdivision | Kreuzerdivision | Kreuzerdivision | Kreuzerdivision | Kreuzerdivision |
| ----------------- | --------------- | --------------- | --------------- | --------------- | --------------- |
| Panzerkreuzer     | Azuma           | Iwate           | Izumo           | Tokiwa          | Yakumo          |
| Kreuzer           | Chitose         | Kasagi          | Takasago        | Yoshino         | Yoshino         |
| Weitere Einheiten | 15 Zerstörer    | 15 Zerstörer    | 20 Torpedoboote | 20 Torpedoboote | 20 Torpedoboote |

## Weitere Schlachtschiffe der 1. Flotte nach dem Russisch-Japanischen Krieg
| Schlachtschiff | Schlachtschiff | Schlachtschiff | Schlachtschiff |
| -------------- | -------------- | -------------- | -------------- |
| Katori         | Kashima        | Satsuma        | Aki            |

Gemäß den Bestimmungen des Washingtoner Flottenabkommen wurden die Katori und Kashima zwischen 1923 und 1925 entwaffnet und dann verschrottet. Auch die Iwami wurde außer Dienst gestellt und am 10. Juli 1924 als Zielschiff durch Kampfflieger vor der Bucht von Tokio versenkt. Die Satsuma und Aki  wurden 1924 von den Schlachtschiffen Nagato und Mutsu als Ziele versenkt.

## 1. Flotte am 7. Dezember 1941
| Die 1. Flotte zu Beginn des Pazifikkriegs [ 2 ] [ 4 ] | Die 1. Flotte zu Beginn des Pazifikkriegs [ 2 ] [ 4 ] | Die 1. Flotte zu Beginn des Pazifikkriegs [ 2 ] [ 4 ] | Die 1. Flotte zu Beginn des Pazifikkriegs [ 2 ] [ 4 ] | Die 1. Flotte zu Beginn des Pazifikkriegs [ 2 ] [ 4 ]  | Die 1. Flotte zu Beginn des Pazifikkriegs [ 2 ] [ 4 ]  | Die 1. Flotte zu Beginn des Pazifikkriegs [ 2 ] [ 4 ]  | Die 1. Flotte zu Beginn des Pazifikkriegs [ 2 ] [ 4 ]  |
| ----------------------------------------------------- | ----------------------------------------------------- | ----------------------------------------------------- | ----------------------------------------------------- | ------------------------------------------------------ | ------------------------------------------------------ | ------------------------------------------------------ | ------------------------------------------------------ |
| Schlachtschiffdivision 2 Vizeadmiral Takasu Shirō     | Schlachtschiffdivision 2 Vizeadmiral Takasu Shirō     | Schlachtschiffdivision 3 Vizeadmiral Mikawa Gun’ichi  | Schlachtschiffdivision 3 Vizeadmiral Mikawa Gun’ichi  | Kreuzerdivision 6 Konteradmiral Gotō Aritomo           | Kreuzerdivision 6 Konteradmiral Gotō Aritomo           | Trägerdivision 3 Konteradmiral Kuwabara Torao          | Trägerdivision 3 Konteradmiral Kuwabara Torao          |
| Ise (Flaggschiff) Hyūga Fusō Yamashiro                | Ise (Flaggschiff) Hyūga Fusō Yamashiro                | Kongō Haruna Kirishima Hiei                           | Kongō Haruna Kirishima Hiei                           | Aoba Kinugasa Kako Furutaka                            | Aoba Kinugasa Kako Furutaka                            | Hōshō Zuihō Mikazuki Yūkaze                            | Hōshō Zuihō Mikazuki Yūkaze                            |
| Zerstörergeschwader 1 Konteradmiral Ōmori Sentarō     | Zerstörergeschwader 1 Konteradmiral Ōmori Sentarō     | Zerstörergeschwader 1 Konteradmiral Ōmori Sentarō     | Zerstörergeschwader 1 Konteradmiral Ōmori Sentarō     | Zerstörergeschwader 3 Konteradmiral Hashimoto Shintarō | Zerstörergeschwader 3 Konteradmiral Hashimoto Shintarō | Zerstörergeschwader 3 Konteradmiral Hashimoto Shintarō | Zerstörergeschwader 3 Konteradmiral Hashimoto Shintarō |
| Abukuma                                               | Abukuma                                               | Abukuma                                               | Abukuma                                               | Sendai                                                 | Sendai                                                 | Sendai                                                 | Sendai                                                 |
| Zerstörerdivision 6                                   | Zerstörerdivision 17                                  | Zerstörerdivision 21                                  | Zerstörerdivision 27                                  | Zerstörerdivision 11                                   | Zerstörerdivision 12                                   | Zerstörerdivision 19                                   | Zerstörerdivision 20                                   |
| Akatsuki Hibiki Ikazuchi Inazumi                      | Hamakaze Isokaze Tanakaze Urikaze                     | Hatsuharu Hatsushimo Nenohi Wakaba                    | Ariake Shiratsuyu Shigure Yūgure                      | Fubuki Hatsuyuki Shirayuki Sagiri                      | Murakumo Shinonome Shirakumo Usugumo                   | Isoname Ayaname Shikiname Uranami                      | Sagiri Amagiri Asagiri Yugiri                          |

Ab dem 5. August 1942 wurde die Schlachtschiffdivision 1, mit der Musashi und Yamato, der 1. Flotte zugeteilt. Die Division war vorher Admiral Yamamoto in der Kombinierten Flotte direkt unterstellt.
Kurz vor den Umgruppierungen vor der Schlacht in der Philippinensee wurde die 1. Flotte, jetzt unter Vizeadmiral Nagumo Chūichi, am 25. Februar 1944 aufgelöst.

## Führung

### Oberbefehlshaber
| Nr. | Dienstgrad und Name              | Amtszeit            | Amtszeit           |
| Nr. | Dienstgrad und Name              | Beginn der Amtszeit | Ende der Amtszeit  |
| --- | -------------------------------- | ------------------- | ------------------ |
| 1.  | Vizeadmiral Tōgō Heihachirō      | 28. Dezember 1903   | 20. Dezember 1905  |
| 2.  | Vizeadmiral Kataoka Shichirō     | 20. Dezember 1905   | 22. November 1906  |
| 3.  | Vizeadmiral Arima Shinichi       | 22. November 1906   | 26. Mai 1908       |
| 4.  | Vizeadmiral Ijūin Gorō           | 26. Mai 1908        | 1. Dezember 1909   |
| 5.  | Vizeadmiral Kamimura Hikonojō    | 1. Dezember 1909    | 1. Dezember 1911   |
| 6.  | Vizeadmiral Dewa Shigetō         | 1. Dezember 1911    | 1. Dezember 1913   |
| 7.  | Vizeadmiral Katō Tomosaburō      | 1. Dezember 1913    | 10. August 1915    |
| 8.  | Vizeadmiral Fujii Kōichi         | 10. August 1915     | 23. September 1915 |
| 9.  | Vizeadmiral Yoshimatsu Shigetarō | 23. September 1915  | 1. Dezember 1917   |
| 10. | Vizeadmiral Yamashita Gentarō    | 1. Dezember 1917    | 1. Dezember 1919   |
| 11. | Admiral Yamaya Tanin             | 1. Dezember 1919    | 24. August 1920    |
| 12. | Admiral Tochinai Sojirō          | 24. August 1920     | 27. Juli 1922      |
| 13. | Vizeadmiral Takeshita Isamu      | 27. Juli 1922       | 27. Januar 1924    |
| 14. | Admiral Suzuki Kantarō           | 27. Januar 1924     | 1. Dezember 1924   |
| 15. | Admiral Okada Keisuke            | 1. Dezember 1924    | 10. Dezember 1926  |
| 16. | Vizeadmiral Katō Hiroharu        | 10. Dezember 1926   | 10. Dezember 1928  |
| 17. | Admiral Taniguchi Naomi          | 10. Dezember 1928   | 11. November 1929  |
| 18. | Vizeadmiral Yamamoto Eisuke      | 11. November 1929   | 1. Dezember 1931   |
| 19. | Vizeadmiral Kobayashi Seizō      | 1. Dezember 1931    | 15. November 1933  |
| 20. | Vizeadmiral Suetsugu Nobumasa    | 15. November 1933   | 15. November 1934  |
| 21. | Vizeadmiral Takahashi Sankichi   | 15. November 1934   | 1. Dezember 1936   |
| 22. | Vizeadmiral Yonai Mitsumasa      | 1. Dezember 1936    | 2. Februar 1937    |
| 23. | Admiral Nagano Osami             | 2. Februar 1937     | 1. Dezember 1937   |
| 24. | Vizeadmiral Yoshida Zengo        | 1. Dezember 1937    | 30. August 1939    |
| 25. | Vizeadmiral Yamamoto Isoroku     | 30. August 1939     | 11. August 1941    |
| 26. | Vizeadmiral Takasu Shirō         | 11. August 1941     | 14. Juli 1942      |
| 27. | Vizeadmiral Shimizu Mitsumi      | 14. Juli 1942       | 20. Oktober 1943   |
| 28. | Vizeadmiral Nagumo Chūichi       | 20. Oktober 1943    | 25. Februar 1944   |